# 용수 (도구)
용수는 술이나 장 등을 거를 때 쓰는 둥글고 긴 통이다. 싸리나 대오리로 만든다.